# Levi Lincoln

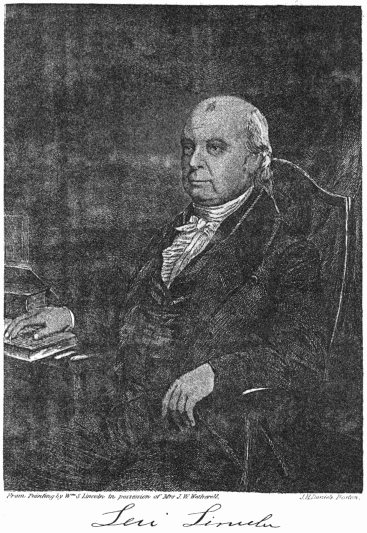
Levi Lincoln

Levi Lincoln senior (* 15. Mai 1749 in Hingham, Plymouth County, Province of Massachusetts Bay; † 14. April 1820 in Worcester, Massachusetts) war ein US-amerikanischer Jurist, Politiker, Justizminister (Attorney General) und amtierender Gouverneur von Massachusetts.

## Familie, Studium und berufliche Laufbahn
Lincoln war durch den gemeinsamen Vorfahren Samuel Lincoln entfernt verwandt mit Abraham Lincoln. Seine zwei Söhne Levi und Enoch waren ebenfalls Gouverneure von Massachusetts beziehungsweise Maine.
Lincoln absolvierte zunächst ein allgemein bildendes Studium an der Harvard University, das er 1772 mit einem Bachelor of Arts (B.A.) abschloss. Anschließend studierte er die Rechtswissenschaften.
Beim Ausbruch des Unabhängigkeitskrieges (1775 bis 1783) diente er als so genannter Minuteman in der Miliz und nahm als Freiwilliger an den Gefechten von Lexington und Concord am 19. April 1775 teil. Anschließend war er von 1775 bis 1781 als Gerichtsbeamter, Richter am Nachlassgericht sowie Bezirksankläger (County Prosecutor) des Worcester County tätig. 1780 gehörte er zu den ersten Mitgliedern der American Academy of Arts and Sciences.

## Politische Laufbahn

### Abgeordneter in Massachusetts und Washington
Lincoln war 1779 zugleich Mitglied des Verfassungskonvents von Massachusetts. Trotz seiner Wahl zum Mitglied des Kontinentalkongresses 1781 verzichtete er auf die Annahme des Mandats. Seine politische Laufbahn begann 1796 mit seiner Wahl zum Abgeordneten des Repräsentantenhauses von Massachusetts und setzte sich im darauf folgenden Jahr mit der Mitgliedschaft im Staatssenat fort.
1800 erfolgte seine Wahl zum Abgeordneten des US-Repräsentantenhauses. Dort vertrat er bis zum 5. März 1801 die Interessen des vierten Kongresswahlbezirks von Massachusetts.

### Justizminister und Gouverneur von Massachusetts
Am 5. März 1801 berief ihn Präsident Thomas Jefferson als Attorney General in sein Kabinett. Zugleich war er bis zum 2. Mai 1801 auch amtierender Außenminister. Das Amt des Justizministers übte er bis zum Ende von Jeffersons erster Amtszeit am 5. März 1805 aus.
1806 war er zunächst Mitglied des Staatsrates von Massachusetts. Nachfolgend wurde er 1807 Vizegouverneur von Massachusetts; als solcher war er nach dem Tode von James Sullivan auch von 1808 bis 1809 amtierender Gouverneur von Massachusetts. 1809 scheiterte seine reguläre Wahl zum Gouverneur. Von 1810 bis 1812 war er erneut Mitglied des Staatsrates.
Das ihm 1811 angebotene Amt eines Richters am United States Supreme Court lehnte er ab.

## Veröffentlichungen
- Letters to the people, by a Farmer. 1802.